# Oliver Woodward
Oliver Holmes Woodward CMG MC & dve plošči, avstralski metalurg in častnik škotskega rodu, * 8. oktober 1885, † 24. avgust 1966.
Najbolj je poznan po svojih tunelskih aktivnostih med prvo svetovno vojno.
Rodil se je v Tenterfieldu pionirski družini škotskega porekla, ki je bila med prvimi naseljenci na tem področju. Izobrazbo je prejel v javnih šolah in dve leti se je šolal na Kolidžu Newington (1903-1904). Po vojni je zasedal številne visoke položaje v rudarski industriji.
Po njegovih dejanjih iz prve svetovne vojne so posneli film Beneath Hill 60 (izšel leta 2010), ki se osredotoča na 1. avstralsko tunelsko četo in njihovo bojevanje proti Nemcem, zakar je bil Woodward odlikovan z vojaškim križcem.